# Donja Žrvnica
Donja Žrvnica is een plaats in de gemeente Cetingrad in de Kroatische provincie Karlovac. De plaats telt 9 inwoners (2001).